# Lanstrigonella
Lanstrigonella (Trigonella gladiata) är en ärtväxtart som beskrevs av Friedrich August Marschall von Bieberstein. Enligt Catalogue of Life ingår Lanstrigonella i släktet trigonellor och familjen ärtväxter, men enligt Dyntaxa är tillhörigheten istället släktet trigonellor och familjen ärtväxter. Arten har ej påträffats i Sverige. Inga underarter finns listade i Catalogue of Life.